# Patrick Corillon
 (mars 2016).
Si vous disposez d'ouvrages ou d'articles de référence ou si vous connaissez des sites web de qualité traitant du thème abordé ici, merci de compléter l'article en donnant les références utiles à sa vérifiabilité et en les liant à la section « Notes et références ».
Patrick Corillon, né à Knokke (Belgique) en 1959, est un artiste contemporain et conteur belge. Peu sensible à l'enseignement de l'Académie royale des beaux-arts de Liège, Patrick Corillon ne termine pas ses études dans le domaine des arts plastiques et leur préfère les voyages et l'expérience directe du monde de l'art.

## Œuvre

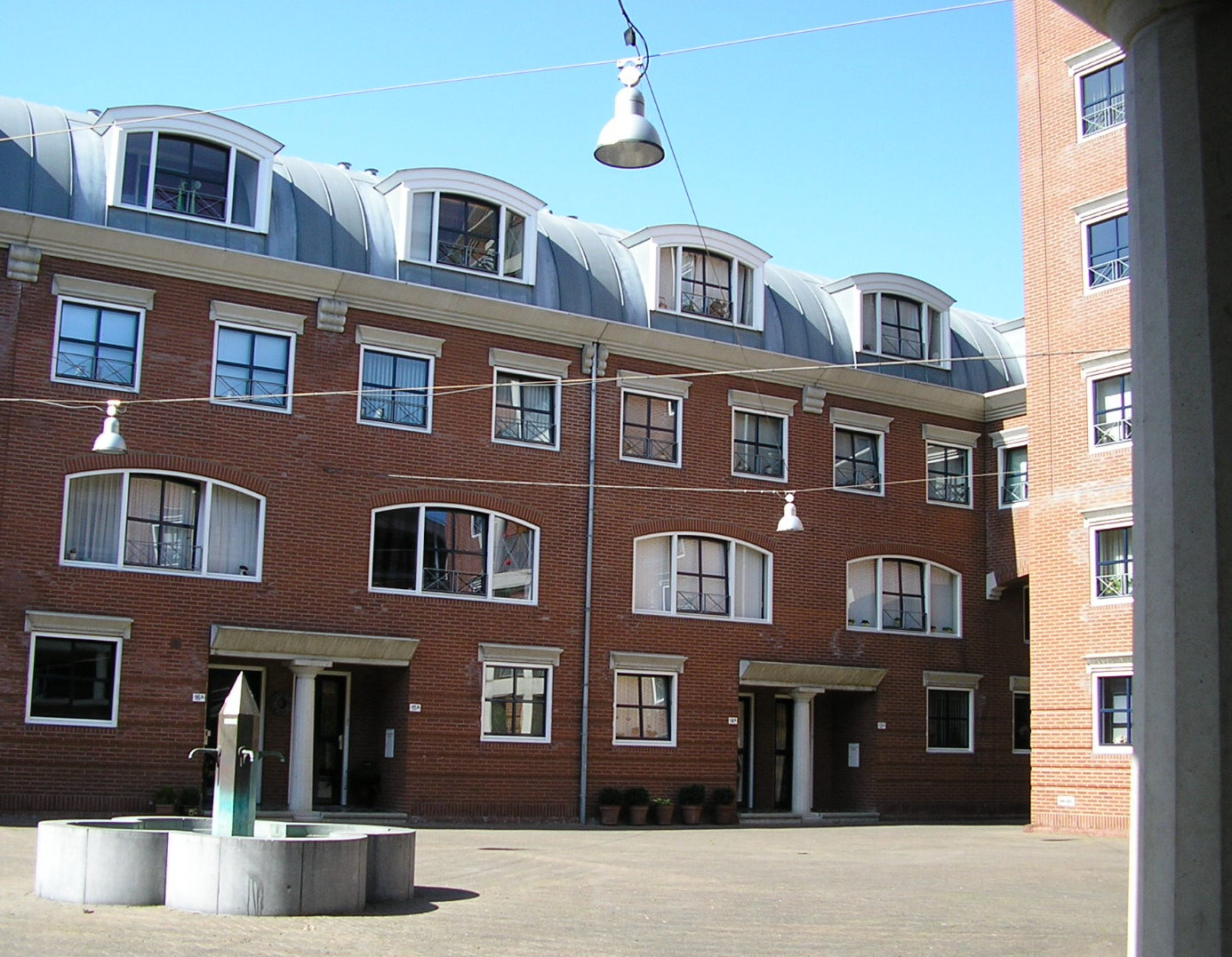
Fontaine et entrées des maisons, interventions de Patrick Corillon au Charles Voscour à Maastricht